# Монтале (Тоскана)
Монтале (итал. Montale) — коммуна в Италии, располагается в регионе Тоскана, в провинции Пистоя.
Население составляет 10 733 человека (31-5-2019), плотность населения составляет 336,63 чел./км². Занимает площадь 32,17 км². Почтовый индекс — 51037. Телефонный код — 0573.
Покровителем коммуны почитается святой апостол и евангелист Иоанн Богослов, празднование 27 декабря.

## Демография
Динамика населения:

## Администрация коммуны
- Официальный сайт: http://www.comune.montale.pt.it/

## Примечание
1. ↑  Statistiche demografiche ISTAT. demo.istat.it. Дата обращения: 9 декабря 2019. Архивировано 24 июля 2019 года.